# بيل براون (لاعب كرة قدم)
بيل براون (بالإنجليزية: Bill Brown)‏ (7 فبراير 1943 في المملكة المتحدة - ) هو لاعب كرة قدم بريطاني في مركز الهجوم. لعب مع تشارلتون أثلتيك ونادي برينتفورد ونادي بورتسموث ونادي ساوثهامبتون ونادي غيلينغهام ونادي مارغيت وBedford Town F.C. ‏ ونادي تشيلمسفورد وRedbridge F.C. ‏ وDunstable Town F.C. ‏ ونادي رومفورد ‏.